# Belali
Belali (łac. Dioecesis Belalitanus) – stolica historycznej diecezji w Cesasrstwie Rzymskim w prowincji Africa Proconsularis, leżące na terenie współczesnej Tunezji.

## Biskupi tytularni
| Lp. | Biskup                        | Funkcja                                                         | Od               | Do                |
| --- | ----------------------------- | --------------------------------------------------------------- | ---------------- | ----------------- |
| 1   | Bernard Mels                  | wikariusz apostolski Luluabourg (Demokratyczna Republika Konga) | 10 marca 1949    | 10 listopada 1959 |
| 2   | Moisés Blanchoud              | biskup pomocniczy Río Cuarto (Argentyna)                        | 13 lutego 1960   | 6 września 1962   |
| 3   | Romeu Alberti                 | biskup pomocniczy SSão Paulo (Brazylia)                         | 25 marca 1964    | 22 lutego 1965    |
| 4   | Peter Magoshiro Matsuoka      | emerytowany ordynariusz Nagoi (Japonia)                         | 26 czerwca 1969  | 4 lutego 1971     |
| 5   | Heinrich von Soden-Fraunhofen | biskup pomocniczy Monachium i Freising (Niemcy)                 | 3 stycznia 1972  | 23 lipca 2000     |
| 6   | José Horacio Gómez            | biskup pomocniczy Denver (Stany Zjednoczone)                    | 23 stycznia 2001 | 29 grudnia 2004   |
| 7   | Carlos Azevedo                | biskup pomocniczy Lizbony (Portugalia) urzędnik Kurii Rzymskiej | 4 lutego 2005    |                   |